# Dome Fuji
Dome Fuji (jap. ドームふじ Dōmu Fuji) – japońska letnia stacja badawcza na Antarktydzie położona na Ziemi Królowej Maud. Znajduje się na kopule lodowej Dome F, na wysokości 3810 m n.p.m. Powstała w grudniu 1995 roku.
Stacja jest wyposażona w osiem budynków o łącznej powierzchni zabudowy 407 m². Główne zadania stacji to wykonywanie głębokich wierceń w lodzie (2500 m), w celu uzyskania rdzeni lodowych z zapisem zmian klimatu, oraz obserwacje atmosferyczne.